# Cultura de Rzucewo
La cultura de Rzucewo (també coneguda com a cultura de Rutzau o de la Costa de la Badia, en alemany:Haffküstenkultur) fou una cultura arqueològica del Neolític tardà. Aquesta cultura tenia el seu centre a la costa de la Badia de Gdansk i la llacuna del Vístula i s'estenia al nord cap a la llacuna de Curlàndia i fins a Šventoji, a Lituània. S'anomena tant segons els noms de les badies adjacents com segons el jaciment arqueològic de la població de Rzucewo (Rutzau) a prop de Puck.
La cultura de Rzucewo era un híbrid entre la cultura preindoeuropea de Narva, la cultura de l'àmfora globular i la cultura de la ceràmica cordada. Tradicionalment Rzucewo es va identificar com una variació de la cultura de la ceràmica cordada. Tanmateix, recerca posterior suggeria que es tracta d'una cultura anterior a la ceràmica cordada. Aquesta cultura es va especialitzar en l'explotació de recursos marins, i va coexistir durant un temps amb la seva cultura mare. Els jaciments de Rzucewo, que consisteixen en habitatges característics reforçats per evitar l'erosió del mar, es trobaven al llarg de la costa i més enllà cap a l'est. La gent de la cultura de Rzucewo va domesticar bestiar boví, porcí i cabres, però per contra no va desenvolupar gaire el cultiu i va dedicar-se a la pesca i la caça, especialment de pinnípedes, per aquells temps nombrosos a la costa bàltica. Aquesta cultura va produir i comercialitzar objectes decoratius d'ambre. A Juodkrantė s'hi va trobar un gran nombre d'artefactes d'aquest material.
En el passat, aquesta cultura va ser interpretada com la primera expressió dels bàltics. Si es considerés la cultura de Rzucewo com el moment de la formació dels bàltics això explicaria les diferències entre els bàltics de l'est i de l'oest, així com de les seves respectives llengües. Tradicionalment, els arqueòlegs polonesos i alemanys situen la cultura just a la costa, mentre que els científics letons i lituans l'estenen molt més enllà cap a l'interior, descrivint els assentaments de la costa com a centre econòmic i cultural i els pobles interiors com a perifèria.